# 秋勇留島

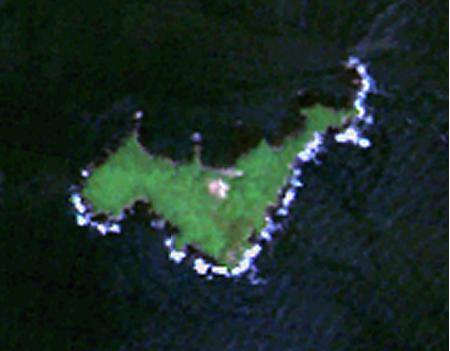
秋勇留島

秋勇留島（日语：／ Akiyuri tō */?），俄羅斯稱阿努欽島（羅馬化：Ostrov Anuchina），是一座日俄北方爭議領土之齒舞群島中的島嶼。目前該島由俄羅斯聯邦薩哈林州實際統治，而日本亦聲稱擁有該島的主權，因此將其劃入北海道根室市轄區（名義上）。
该岛的俄语名字是为了纪念俄罗斯地理学家德米特里·尼古拉耶维奇·阿努钦。日語名字來源於阿伊努語的「ak-Yuri」（勇留島的弟弟）。

## 歷史
江户時代時此島為無人島。
- 1799年，設立根室、厚岸兩行政區。[1]

- 明治時代納入珸瑶瑁村管轄，爾後劃歸齒舞村管轄。此處為北海道之重要漁場。第二次世界大戰前，此島有501位居民。

- 1945年，蘇聯紅軍占領秋勇留島。
- 1959年，日本將其劃入根室市轄區。
- 1991年，蘇聯解體後成立的俄羅斯聯邦有效繼承該區。